# Jean-Christophe Yoccoz
Jean-Christophe Yoccoz est un mathématicien français, né le 29 mai 1957 à Paris où il est mort le 3 septembre 2016. Il est lauréat de la médaille Fields en 1994, puis professeur au Collège de France à partir de 1996.
Il est notamment connu pour ses travaux sur les systèmes dynamiques.

## Biographie

### Famille et études
Jean-Christophe Yoccoz est le fils d’un physicien, Jean Yoccoz, nommé directeur de l’Institut national de physique nucléaire et de physique des particules du CNRS en 1975, et d’une traductrice littéraire.
Pendant sa scolarité, il passe de Paris à Strasbourg, puis à Grenoble, suivant les mutations de son père. Après une fin d'études secondaires et des classes préparatoires au lycée Louis-le-Grand à Paris, il est reçu premier au concours de l'École normale supérieure (ENS) en 1975, à 18 ans,. Il est ensuite reçu premier ex æquo à l'agrégation de mathématiques, en 1977.

### 1979-1988
À sa sortie de l’ENS en 1979, il est attaché puis chargé de recherches CNRS à l'École polytechnique, ceci jusqu'en 1988. Pendant cette période, au début des années 1980, il effectue son service national en coopération à l’Instituto de Matematica Pura e Aplicada de Rio de Janeiro. 
Il soutient sa thèse à l'université Paris-XI en 1985 sous la direction de Michaël Herman, du Centre de mathématiques de l'École polytechnique, avant d'obtenir le prix Salem en 1988.
Fort joueur d'échecs, il participe notamment au championnat de France d'échecs en 1980.

### 1988-2016
Il est professeur à l'université Paris-Sud de 1988 à 1996. Il est membre de l'Institut universitaire de France à compter de 1991.
La médaille Fields lui est attribuée en 1994 au congrès international des mathématiciens de Zurich, pour ses travaux sur la théorie des systèmes dynamiques.
Il est élu membre de l'Académie des sciences le 24 octobre 1994 dans la section « Mathématique ». Il était aussi membre de l'Académie brésilienne des sciences.
Il est professeur au Collège de France à partir de 1996, titulaire de la chaire d’équations différentielles et systèmes dynamiques,. De 2012 à 2016, il est membre du conseil d'administration de la Fondation Hugot du Collège de France.
Il a fait partie du groupe Bourbaki.
Il meurt le 3 septembre 2016 à la suite d'une longue maladie. Son collègue et ami Pierre-Louis Lions, qui avait également reçu la médaille Fields en 1994, dit de lui à l'annonce de son décès : « Il avait une grande vitesse de réflexion et d’analyse, était capable de fulgurance. »

## Travaux
Ses travaux portent principalement sur les systèmes dynamiques. Leur étude vise à « comprendre le comportement de tout ce qui peut bouger, comme les planètes autour du Soleil » ». Dans cette exploration de la frontière entre chaos et régularité, Jean-Christophe Yoccoz a, par exemple, construit des outils, baptisés « puzzles de Yoccoz », qui permettent de découper des espaces en petits morceaux afin de les étudier sans perdre l’ensemble de vue,. Il a ainsi « fortement fait avancer l'étude des fractales de Mandelbrot. » Il a étudié notamment deux grandes catégories de ces systèmes dynamiques, les prédictibles et les chaotiques, s'intéressant à leur fréquence, au passage d'une catégorie à l'autre et à la compréhension des bifurcations lorsqu'un phénomène prédictible devient chaotique. « Après les travaux fondamentaux de Vladimir I. Arnold (prix Crafoord 1982) et de Michaël Herman (directeur de recherche à l'École polytechnique), Yoccoz [en] a donné les critères définitifs. »

« Les mathématiques [sont] importantes pour décrire le monde dans lequel on vit et pour mieux le comprendre. Dans ma spécialité, les systèmes dynamiques, les exemples foisonnent où les concepts mathématiques sont utilisés pour décrire certains phénomènes, depuis le mouvement des planètes jusqu’aux modèles climatiques en passant par la dynamique des populations en biologie. »

## Prix, distinctions

### Prix
- Médaille d'argent puis d'or aux Olympiades internationales de mathématiques en 1973 et 1974
- Médaille de bronze du CNRS en 1984
- Prix IBM de mathématiques en 1985
- Prix Salem en 1988
- Prix Jaffé de l'Académie des sciences en 1991
- Médaille Fields en 1994

### Distinctions
- Chevalier de la Légion d'honneur le 30 mars 1995, promu officier le 14 juillet 2011
- Grand-croix de l'ordre national du Mérite scientifique (Brésil) en 1998
- Officier de l'ordre national du Mérite en 2000

### Académies
- Membre de l'Académie des sciences à partir de 1994
- Membre de l'Académie brésilienne des sciences à compter de 1994
- Membre associé de l'Académie des sciences pour le monde en développement (TWAS), en 2004